# Francesco Lo Savio
 Francesco Lo Savio (* 28. Februar 1935 in Rom, Italien; † 21. September 1963 in Marseille, Frankreich) war ein italienischer prä-minimalistischer Maler und Bildhauer.

## Leben und Werk
Francesco Lo Savio studierte an der Accademia di Belle Arti in Rom (Diplom 1955) und ebenda anschließend Architektur. Er wurde stark von Walter Gropius, dem Bauhaus und De Stijl und Piet Mondrian beeinflusst. 1958 begann er als Industriedesigner zu arbeiten.
In seiner Kunst beschäftigte sich Lo Savio mit den dynamischen Eigenschaften des Lichts im Raum, ähnlich wie die ZERO Künstler, was ihn zu einem Vorläufer von Künstlern des Minimalismus macht. Lo Savios monochrome Gemälde entstanden 1959 und 1960 auf der Grundlage von Studien chromatischer Transparenz. Die etwas spätere Filter-Serie arbeitete mit Schichten von opakem und semi-transparentem Papier und spielt mit den geometrischen Formen Kreis und Quadrat.
Germano Celant verortet Lo Savios Gemälde im Umfeld der von ihm Logic Color Painters genannten Ad Reinhardt, Barnett Newman, Josef Albers, Ellsworth Kelly, Max Bill und Richard Lohse.
Arbeiten dieser Art wurden im November 1960 in der Gruppenausstellung 5 Pittori – Roma 1960 in Gian Tomaso Liveranis Galleria La Salita in Rom gezeigt. Die anderen Künstler waren Franco Angeli, Tano Festa, Mario Schifano und Giuseppe Uncini. Schon im Januar 1960 hatte er seine erste Einzelausstellung in der Galleria d'Arte Selecta in Rom; unter dem Titel Spazio – Luce.
Im selben Jahr begann er mit seinen Metallen, mattschwarz lackierten Metallblechen, die er metallo nero opaco uniforme nannte. Sie waren auf unterschiedliche Weise geformt und mattschwarz lackiert, um Licht zu modulieren. Sie wurden Anfang 1961 in einer Einzelausstellung in der Galerie La Salita gezeigt.
In Deutschland präsentierte ihn Udo Kultermann in zwei Gruppenausstellungen im Schloss Morsbroich in Leverkusen, Monochrome Malerei (1960) und Ad Reinhardt, New York – Francesco LoSavio, Rom – Jef Verheyen, Antwerpen (1961). Lo Savio hatte Kontakt zur ZERO-Gruppe und stellte 1961 mit Yves Klein, Heinz Mack, Otto Piene und Günther Uecker als einmalige Gruppe 0 + 0 in Rom in der Galerie La Salita aus.
Im Jahre 1962 veröffentlichte Lo Spazio sein Buch Spazio – Luce. Im selben Jahr entstanden, von der Galleria La Salita gezeigt, Articolazioni totali, weiße Betonwürfel (1 Meter × 1 M. × 1 M.) mit offener Vorder- und Rückseite, in denen sich schwarz lackierte, gebogene Metallbleche befinden.
Lo Spazio wandte seine Studien von Licht und Raum auch auf Ideen zur Stadtplanung an, wo er, wie Le Corbusier, ein modulares System entwickelte, das auf der Struktur des menschlichen Körpers basierte.
Francesco Lo Savio beging im September 1963 in seiner Sommerwohnung in Marseille Selbstmord.
Arbeiten von Lo Savio wurden in das Ausstellungskonzept der 4. documenta 1968 in Kassel einbezogen.